# Ouija
Ouija är en amerikansk skräckfilm från 2014 i regi av Stiles White med manus av White och hans hustru Juliet Snowden. Filmen producerades bland annat av Jason Blum och hans produktionsbolag Blumhouse Productions. Ouija hade biopremiär i USA den 24 oktober 2014, samt i Sverige den 29 oktober 2014. Huvudrollerna i filmen spelas av Olivia Cooke, Daren Kagasoff, Douglas Smith och Bianca Santos.
Filmen blev en kommersiell framgång, då den lyckades dra in över 103 miljoner dollar världen över, mot en budget på cirka 5–8 miljoner dollar. En prequel, Ouija: Origin of Evil, hade biopremiär i oktober 2016, denna gång i regi av Mike Flanagan.

## Handling
Filmens handling kretsar kring tonårstjejen Laine Morris, som en dag, tillsammans med sina vänner Trevor, Isabelle och Pete, bestämmer sig för att med hjälp av en ouija-bräda ta kontakt med andevärlden för att få kontakt med sin döda bästa vän Debbie Galardis ande. Men det Laine och hennes vänner inte vet, är att de snart kommer väcka helt andra andar till liv, som absolut inte är av den goda typen.

## Rollista
- Olivia Cooke – Laine Morris
  - Afra Sophia Tully – Laine som barn
- Ana Coto – Sarah Morris
  - Izzie Galanti – Sarah som barn
- Daren Kagasoff – Trevor
- Bianca Santos – Isabelle
- Douglas Smith – Pete
- Shelley Hennig – Debbie Galardi
  - Claire Beale – Debbie som barn
- Sierra Heuermann – Doris Zander
  - Sunny May Allison – Doris som barn
- Lin Shaye – Paulina Zander
- Claudia Katz Minnick – mamma / Alice Zander
- Vivis Colombetti – Nona
- Robyn Lively – Mrs. Galardi
- Matthew Settle – Anthony Morris

## Utveckling
Ouija började utvecklas i maj 2008 med Universal Studios. David Berenbaum anställdes för att skriva manuset, medan Michael Bay, Andrew Form och Bryan Fuller från Platinum Dunes var planerade att producera. I oktober 2010 hade studion satt ett releasedatum till den 21 november 2012. Samma månad hade Adam Horowitz och Edward Kitsis skrivit ett nytt manus, medan Sylvain White, Scott Stewart och Pierre Morel hade en diskussion om att regissera. Filmen beskrevs som en "övernaturlig äventyrsfilm i fyra kvadranter" besläktad med Mumien och Indiana Jones. I december hade studion vidarebefordrat allt från de tidigare nämnda filmskaparna, inklusive John Moore, och övervägde nu att Joseph McGinty Nichol och Breck Eisner skulle regissera. Nästa månad var Nichol inställd på att regissera. I april anställdes Evan Spiliotopoulos för omskrivningar när Horowitz och Kitsis var knutna till andra åtaganden.  I juni togs Simon Kinberg, som tidigare skrivit This Means War för Nichol, in för ytterligare förbättringar. I augusti övergav Universal Ouija på grund av dess budget, vilket ledde till att filmens producenter träffade Paramount Pictures och 20th Century Studios. Kinbergs utkast skulle ha kostat 125 miljoner dollar att producera. I oktober valde Hasbro Studios att omstrukturera filmen för att rymma en lägre budget. Marti Noxon anlitades för att skriva om manuset, för att tona ner filmens stämning, och istället skapa en "mer intim, atmosfärisk - och skrämmande - film". Efter projektets omkonfiguration var Nichol inte längre involverad, medan Jason Blum från Blumhouse Productions och Universal gick med i filmproduktionen i mars 2012.  I juli 2012 anställdes Juliet Snowden och Stiles White för att skriva ett nytt manus där White regisserade.

## Förproduktion
Under december 2013 anslöt sig Olivia Cooke, Douglas Smith, Bianca Santos, Erin Moriarty, Ana Coto, Vivis Colombetti, Daren Kagasoff och Matthew Settle till rollistan.

## Filmning
Den huvudsakliga filmningen påbörjades från mitten av december 2013 i Los Angeles till en bit in i januari 2014.
Omtagningar ägde rum i maj 2014 efter en dålig testvisning, vilket, enligt Olivia Cooke, resulterade i att halva filmen spelades in igen. Med omtagningarna lades Lin Shaye till filmen för att spela en nyskriven karaktär, Erin Moriartys karaktär togs bort från filmen helt och nya handlingspunkter lades till eller ändrades helt. De mest anmärkningsvärda förändringarna inkluderade karaktären av Doris Zanders fysiska utseende som förändrades från en bränd tjej till en ruttnande, sönderfallande tjej med stygn i munnen. Mike Flanagan bidrog med idéer till filmen före ominspelningarna men ville inte på något sätt delta i regin. Flanagan bekräftade också att filmen hade en "tuff resa till slutförande" och "en lång efterproduktionsfas".